# Hildebrandtia ornatissima
Hildebrandtia ornatissima es una especie  de anfibio anuro de la familia Ptychadenidae.
Es endémica del centro de Angola.  